# Het leven begint na zeven
Het leven begint na zeven was een radioprogramma van de KRO op Hilversum 3 dat werd uitgezonden van 5 oktober 1983 tot en met 26 september 1984 op woensdagmorgen van 7.00 tot 9.00 uur. Het werd gepresenteerd door Peter Koelewijn en werd geregisseerd door Ton Zandkamp, door Peter Koelewijn altijd meneer 'Zandhaas' genoemd. In de uitzending van 19 september 1984 beloofde Peter de naam van Ton maar een keer te noemen omdat hij dat de directie had beloofd. Ton legde toen uit dat zijn vrouw niet wilde dat hij vereenzelvigd zou worden met een idioot, waarmee Peter Koelewijn natuurlijk bedoeld werd.  
Op de vaste woensdag ondervond de KRO veel concurrentie van Veronica op Hilversum 1 en met het binnenhalen van Peter Koelewijn als dj hoopte de KRO de concurrentie aan te gaan met Veronica, wat maar gedeeltelijk lukte.
De begintune werd door een fluisterende damesstem voorgelezen en luidde: 'Precies, en hoe zalig is het wakker worden met de beschaafde, bronzen, sexy stem van Peter Koelewijn'.
Hij mocht niet zijn eigen platen draaien maar wel speelde en zong hij regelmatig mee op de gitaar met eigen teksten op de muziek van nummers van anderen zoals bijvoorbeeld over het voetbalgeweld in Engeland.
Peter Koelewijn noemde zich zelf in het programma altijd: 'Peterensky Koelewensky, de man met de mooie blauwe ogen, de flaporen, de platvoeten en de donkerbruine stem'. 
Om 7.30 en 8.30 uur werd het programma onderbroken voor de actualiteitenrubriek Echo. 
Regelmatig vroeg hij aan de nieuwslezers hilarische dingen. Zo kondigde hij in de uitzending van 19 september 1984 Arend Langenberg aan als Graaf Arend Langenberg, het sexy stemgeluid gaat je door been en merg, en Arend antwoordde dat hij zag dat Peter het blauwe boekje al voor zich had. Na het oplezen van de files vroeg Peter nog waar het familieslot van de Langenbergs stond, waarna Arend antwoordde dat dat was afgebrand helaas. Daarna zei Peter nog de woorden: 'Toen was hij zelf ook afgebrand'. 
In de uitzending van 29 augustus 1984 had hij al aan de luisteraars uitgelegd dat hij vroeger dacht dat de nieuwslezer gewoon naast de diskjockey zat maar dat dat niet zo was en dat Marc van Amstel vanuit een land aan de Middellandse Zee via een lijntje met een telex de files zou voorlezen.     
In oktober 1984, toen de vaste KRO-dag verhuisde naar de zondag, werd het programma vervangen door het programma Hitjes en Datjes dat werd uitgezonden van 18.00 tot 19.00 uur. De tune van dit programma was een cover van een nummer van Emerson, Lake & Palmer. Regelmatig werd dit programma live met artiesten vanaf een locatie ergens in het land uitgezonden. Ook hier zong hij live met een gitaar covers van andere nummers. Per zondag 1 december 1985 verdween het programma en stopte Peter Koelewijn als dj bij de KRO.